# 弗里喬夫灣
63°34′S 56°43′W / 63.567°S 56.717°W
弗里喬夫灣是南極洲的海灣，位於葛拉漢地，處於南極半島的東北端，長11公里、寬4公里，由瑞典探險隊發現，現時由南極條約體系管理。